# Ghiumri
Gyumri este un oraș din Provincia Shirak, Armenia.